# Tournoi de clôture du championnat d'Haïti de football 2014
Navigation
Tournoi précédent Tournoi suivant
Le tournoi de clôture de la saison 2014 du Championnat d'Haïti de football est le second tournoi saisonnier de la vingt-quatrième édition de la première division à Haïti. Les onze meilleures équipes du pays sont regroupées au sein d’une poule unique où elles s’affrontent une seule fois. Pour permettre le passage du championnat à 13 équipes, les trois derniers du classement cumulé de l'année 2014 sont relégués et remplacés par les cinq meilleurs clubs de deuxième division.
C’est le club de Don Bosco FC qui remporte le tournoi après avoir terminé en tête du classement final, avec deux points d’avance sur Tempête FC et trois sur l'AS Mirebalais. C’est le troisième titre de champion d’Haïti de l’histoire du club, le premier depuis 2003.

## Les clubs participants
| - AS Cavaly - AS Mirebalais - Petit-Goâve FC - Violette AC - Racine FC - Baltimore SC | - Don Bosco FC - Aigle Noir AC - Tempête FC - América des Cayes - Racing Gonaïves |

## Compétition
Le barème de points servant à établir le classement se décompose ainsi :
- Victoire : 3 points
- Match nul : 1 point
- Défaite : 0 point

### Classement
| Rang | Équipe             | Pts | J  | G | N | P | Bp | Bc | Diff |
| ---- | ------------------ | --- | -- | - | - | - | -- | -- | ---- |
| 1    | Don Bosco FC       | 21  | 10 | 6 | 3 | 1 | 17 | 5  | +12  |
| 2    | Tempête FC         | 19  | 10 | 5 | 4 | 1 | 11 | 6  | +5   |
| 3    | AS Mirebalais      | 18  | 10 | 5 | 3 | 2 | 15 | 8  | +7   |
| 4    | Racing Gonaïves    | 16  | 10 | 5 | 1 | 4 | 11 | 8  | +3   |
| 5    | Petit-Goâve FC     | 16  | 10 | 5 | 1 | 4 | 11 | 12 | -1   |
| 6    | América des CayesT | 15  | 10 | 4 | 3 | 3 | 15 | 8  | +7   |
| 7    | AS Cavaly          | 15  | 10 | 4 | 3 | 3 | 12 | 9  | +3   |
| 8    | Baltimore SC       | 9   | 10 | 2 | 3 | 5 | 8  | 15 | -7   |
| 9    | Racine FCP         | 9   | 10 | 2 | 3 | 5 | 7  | 16 | -9   |
| 10   | Aigle Noir AC      | 7   | 10 | 1 | 4 | 5 | 6  | 13 | -7   |
| 11   | Violette AC        | 5   | 10 | 1 | 2 | 7 | 2  | 15 | -13  |

|  | Qualification pour la CFU Club Championship 2015 |
|  | T : Tenant du titre                              |

### Classement cumulé
| Rang | Équipe            | Pts | J  | G  | N  | P  | Bp | Bc | Diff |
| ---- | ----------------- | --- | -- | -- | -- | -- | -- | -- | ---- |
| 1    | América des Cayes | 36  | 20 | 10 | 6  | 4  | 33 | 15 | +18  |
| 2    | Tempête FC        | 35  | 20 | 9  | 8  | 3  | 23 | 14 | +9   |
| 3    | Don Bosco FC      | 34  | 20 | 8  | 10 | 2  | 25 | 12 | +13  |
| 4    | Petit-Goâve FC    | 31  | 20 | 9  | 4  | 7  | 18 | 17 | +1   |
| 5    | AS Mirebalais     | 29  | 20 | 7  | 8  | 5  | 25 | 16 | +9   |
| 6    | AS Cavaly         | 29  | 20 | 7  | 8  | 5  | 23 | 18 | +5   |
| 7    | Baltimore SC      | 25  | 20 | 6  | 7  | 7  | 20 | 23 | -3   |
| 8    | Racing Gonaïves   | 23  | 20 | 6  | 5  | 9  | 15 | 23 | -8   |
| 9    | Racine FCP        | 22  | 20 | 5  | 7  | 8  | 16 | 34 | -18  |
| 10   | Aigle Noir AC     | 21  | 20 | 5  | 6  | 9  | 20 | 24 | -4   |
| 11   | Violette AC       | 8   | 20 | 1  | 5  | 14 | 5  | 27 | -22  |

|  | Relégation en deuxième division |

## Bilan de la saison
| Championnat d'Haïti de football 2014 |                             |
| Champion                             | Don Bosco FC (3e titre)     |
| Qualifications continentales         |                             |
| CFU Club Championship 2015           | Don Bosco FC                |
| Promotions et relégations            |                             |
| Promus en Ligue Haïtienne            | Ouanaminthe FC              |
| Promus en Ligue Haïtienne            | US Lajeune                  |
| Promus en Ligue Haïtienne            | Police nationale d'Haïti FC |
| Promus en Ligue Haïtienne            | Roulado FC                  |
| Promus en Ligue Haïtienne            | Inter de Grand-Goâve        |
| Relégués en Division 2               | Racine FC                   |
| Relégués en Division 2               | Aigle Noir AC               |
| Relégués en Division 2               | Violette AC                 |